# Pietà de Villeneuve-lès-Avignon
A Pietà de Villeneuve-lès-Avignon é uma pintura a óleo de meados do Século XV, considerada uma das proeminentes obras de arte do final da Idade Média. Após a sua reaparição numa exposição em 1904, houve disputa sobre a autoria da obra, mas desde então tem sido geralmente aceite que o seu autor foi Enguerrand Quarton, estando presentemente exposta no Museu do Louvre.

## História e descrição
A Pietà, em que Cristo morto jaz suportado pela sua mãe plangente, é um tema comum da arte religiosa tardo-medieval, sendo esta uma das representações mais marcantes, "talvez a maior obra de arte produzida na França no século XV" segundo Edward Lucie-Smith. Distingue-se de anteriores representações do tema — que muitas vezes foram caracterizados por evidentes demonstrações de dor e mágoa — em virtude da sua contenção. A composição é estável, com as mãos da Virgem juntas em oração, ao invés de segurando o corpo de Cristo. A forma curvada das costas do corpo de Cristo é bastante original, e a dignidade austera e imóvel das outras figuras é muito diferente das representações italianas ou flamengas da época. O estilo da pintura é único para o seu tempo: o agrupamento das figuras parece um pouco primitivo, no entanto a conceção evidencia tanto grandeza quanto delicadeza, sendo esta última qualidade especialmente evidente na especificidade dos retratos e no gesto elegante das mãos de S. João na cabeça de Cristo.
A despojada paisagem de fundo é apenas quebrada pelos edifícios de Jerusalém, mas em vez de um céu há uma simples folha de ouro com halos, bordaduras e inscrições estampadas ou gravadas. O clérigo doador, retratado com realismo flamengo, ajoelha-se no lado esquerdo. Também pode ser sugerido que os edifícios retratados no fundo do lado esquerdo são uma representação imaginária de Istambul e da Igreja de Hagia Sophia. A cidade havia caído para os otomanos em 1453, alguns anos antes da data estimada da criação da pintura e o tema principal (Pietà) pode ser considerado como um lamento pela queda da parte oriental da Cristandade.
A pintura veio de Villeneuve-lès-Avignon, do outro lado do Ródano em frente a Avignon, e por vezes é conhecida como a Pietà de Villeneuve.
Antes da atribuição amplamente generalizada da autoria da obra a Quarton, alguns historiadores de arte pensavam que a pintura poderia ser de um mestre Catalão ou Português; foi, de acordo com o historiador de arte Lawrence Gowing, "o objecto de disputa entre os líderes de cada escola ao longo da costa entre Lisboa e Messina." Conhecido por ter trabalhado em Avinhão em 1447, Quarton pintou aí dois quadros no início da década de 1450 que suportam a comparação com esta obra.
Para Gowing:
| “ | A agonia da pintura é sofrida com uma rara contenção. Nenhuma expressão demonstrativa poderia atingir a tragédia deste corpo, distendido como se sonhando. Estamos na presença da simplicidade do sofrimento. Contra o horizonte despojado, no cinza-ouro do crepúsculo medieval, a cena parece inexprimivelmente grandiosa. | ” |
|   | — Lawrence Gowing. |   |